# Paraschizidium polyvotisi
Paraschizidium polyvotisi är en kräftdjursart som beskrevs av Sfenthourakis 1995. Paraschizidium polyvotisi ingår i släktet Paraschizidium och familjen klotgråsuggor. Inga underarter finns listade i Catalogue of Life.